# Voetbalelftal van de Sovjet-Unie onder 18 (mannen)
Het voetbalelftal van de Sovjet-Unie onder 18 is een voetbalelftal voor spelers onder de 18 jaar. Het elftal speelt onder andere wedstrijden voor het Europees kampioenschap voetbal onder 18.

## Prestaties op Europees kampioenschap
| Europees kampioenschap voetbal onder 18                           | Europees kampioenschap voetbal onder 18 | Europees kampioenschap voetbal onder 18 | Europees kampioenschap voetbal onder 18 | Europees kampioenschap voetbal onder 18 | Europees kampioenschap voetbal onder 18 | Europees kampioenschap voetbal onder 18 | Europees kampioenschap voetbal onder 18 | Europees kampioenschap voetbal onder 18 | Europees kampioenschap voetbal onder 18 |
| Jaar                                                              | Ronde                                   | Wed.                                    | W                                       | G                                       | V                                       | DV                                      | DT                                      | KW                                      |                                         |
| ----------------------------------------------------------------- | --------------------------------------- | --------------------------------------- | --------------------------------------- | --------------------------------------- | --------------------------------------- | --------------------------------------- | --------------------------------------- | --------------------------------------- | --------------------------------------- |
| 1981                                                              | Niet gekwalificeerd                     | Niet gekwalificeerd                     | Niet gekwalificeerd                     | Niet gekwalificeerd                     | Niet gekwalificeerd                     | Niet gekwalificeerd                     | Niet gekwalificeerd                     | kwalificatie                            |                                         |
| 1982                                                              | Derde                                   | 5                                       | 4                                       | 0                                       | 1                                       | 9                                       | 4                                       | kwalificatie                            |                                         |
| 1983                                                              | Groepsfase                              | 3                                       | 1                                       | 0                                       | 2                                       | 2                                       | 4                                       | kwalificatie                            |                                         |
| 1984                                                              | Tweede                                  | 5                                       | 3                                       | 2                                       | 0                                       | 9                                       | 2                                       | kwalificatie                            |                                         |
| 1986                                                              | Niet gekwalificeerd                     | Niet gekwalificeerd                     | Niet gekwalificeerd                     | Niet gekwalificeerd                     | Niet gekwalificeerd                     | Niet gekwalificeerd                     | Niet gekwalificeerd                     | kwalificatie                            |                                         |
| 1988                                                              | Kampioen                                | 3                                       | 3                                       | 0                                       | 0                                       | 10                                      | 3                                       | kwalificatie                            |                                         |
| 1990                                                              | Kampioen                                | 3                                       | 2                                       | 1                                       | 0                                       | 6                                       | 1                                       | kwalificatie                            |                                         |
| Spelend onder de naam: Gemenebest van Onafhankelijke Staten (GOS) |                                         |                                         |                                         |                                         |                                         |                                         |                                         |                                         |                                         |
| 1992                                                              | Kwartfinale                             | 2                                       | 1                                       | 1                                       | 0                                       | 7                                       | 5                                       | kwalificatie                            |                                         |
| Het land werd hierna opgedeeld. Officieel verder als Rusland      |                                         |                                         |                                         |                                         |                                         |                                         |                                         |                                         |                                         |

FFUSSR · A-internationals · Bondscoaches · Vrouwenelftal van de Sovjet-Unie · Sovjet-Unie U18 · Sovjet-Unie U16
1920 – 1929 · 
1950 – 1959 · 
1960 – 1969 · 
1970 – 1979 · 
1980 – 1989 · 
1990 – 1992
EK 1960 · 
EK 1964 · 
EK 1968 · 
EK 1972 · 
EK 1976 · 
EK 1980 · 
EK 1984 · 
EK 1988 · 
EK 1992** 
WK 1958 · 
WK 1962 · 
WK 1966 · 
WK 1970 · 
WK 1974 · 
WK 1978 · 
WK 1982 · 
WK 1986 · 
WK 1990
OS 1952 ·
OS 1956 ·
OS 1960 · 
OS 1964 · 
OS 1968 · 
OS 1972 ·
OS 1976 ·
OS 1980 ·
OS 1984 · 
OS 1988
1923 · 
1924 · 
1925 · 
1926–1951 · 
1952 · 
1953 · 
1954 · 
1955 · 
1956 · 
1957 · 
1958 · 
1959 · 
1960 · 
1961 · 
1962 · 
1963 · 
1964 · 
1965 · 
1966 · 
1967 · 
1968 · 
1969 · 
1970 · 
1971 · 
1972 · 
1973 · 
1974 · 
1975 · 
1976 · 
1977 · 
1978 · 
1979 · 
1980 · 
1981 · 
1982 · 
1983 · 
1984 · 
1985 · 
1986 · 
1987 · 
1988 · 
1989 · 
1990 · 
1991 · 
1992** 
Algerije ·
Argentinië ·
België ·
Brazilië ·
Bulgarije ·
Canada ·
Chili ·
China ·
Colombia ·
Costa Rica ·
Cyprus ·
DDR ·
Denemarken ·
Duitsland ·
El Salvador ·
Engeland ·
Finland ·
Frankrijk ·
Griekenland ·
Guatemala ·
Hongarije ·
Ierland ·
IJsland ·
India ·
Iran ·
Israël ·
Italië ·
Japan ·
Joegoslavië ·
Kameroen ·
Koeweit ·
Luxemburg ·
Marokko ·
Mexico ·
Nederland ·
Nieuw-Zeeland ·
Noord-Ierland ·
Noord-Korea ·
Noorwegen ·
Oostenrijk ·
Peru ·
Polen ·
Portugal ·
Roemenië ·
Schotland ·
Spanje ·
Syrië ·
Tsjecho-Slowakije ·
Tunesië ·
Turkije ·
Uruguay ·
Verenigde Staten ·
Wales ·
Zweden ·
Zwitserland
België (1982) ·
Duitsland (1972) ·
Joegoslavië (1960) ·
Nederland (1988) ·
Polen (1982) ·
Spanje (1964)
** = Onder de naam Gemenebest van Onafhankelijke Staten
Albanië · Andorra · Armenië · Azerbeidzjan · België · Bosnië · Bulgarije · Cyprus · Denemarken · Duitsland · Duitse Democratische Republiek · Engeland · Estland · Faeröer · Finland · Frankrijk · Georgië · Griekenland · Hongarije · Ierland · IJsland · Israël · Italië · Joegoslavië · Kroatië · Letland · Liechtenstein · Litouwen · Luxemburg · Malta · Moldavië · Nederland · Noord-Ierland · Noord-Macedonië · Noorwegen · Oekraïne · Oostenrijk · Polen · Portugal · Roemenië · Rusland · San Marino · Schotland · Slovenië · Slowakije · Sovjet-Unie · Spanje · Tsjechië · Tsjecho-Slowakije  · Turkije · Wales · Wit-Rusland · Zweden · Zwitserland